# Itemirus
Itemirus là một chi khủng long, được Kurzanov mô tả khoa học năm 1976.